# Заплахата
„Заплахата“ е български игрален филм (драма) от 1989 година на режисьора Милен Николов, по сценарий на Борислав Геронтиев. Оператор е Димко Минов. Музиката във филма е композирана от Божидар Петков.

## Актьорски състав
- Георги Калоянчев – Старецът
- Наум Шопов
- Борис Луканов
- Георги Русев – заместник генерален директор
- Антон Радичев
- Васил Банов
- Ирен Кривошиева
- Кръстан Дянков
- Никола Дадов
- Борислав Иванов
- Атанас Божинов
- Мария Стефанова
- Катя Чукова
- Мартина Вачкова
- Ивайло Калоянчев
- Мирослав Николов
- Георги Пенчев
- Васил Бъчваров
- Татяна Жечева
- Антон Маринов